# 苟村集镇
苟村集镇，是中华人民共和国山東省菏泽市成武县下辖的一个乡镇级行政单位。

## 行政区划
苟村集镇下辖以下地区：
苟村集村、张吴庄村、王庄村、徐庄村、祝桥村、宋田庄村、甄庄村、高庄村、张河口村、刘庄村、孔李楼村、孔楼村、霍宋庄村、董马庄村、杨庄村、大王庄村、前张口村、祝楼村、秦庄村、刘池堂村、刘海村、王营村、贾楼村、大曹庄村、小留集村、吕庄村和后张口村。